# Powiat ostrogski
Powiat ostrogski dawny powiat guberni wołyńskiej a po uzyskaniu przez Polskę niepodległości jeden z powiatów województwa wołyńskiego II Rzeczypospolitej. Jego siedzibą było miasto Ostróg. W skład powiatu wchodziło 5 gmin. 1 stycznia 1925 przeniesiono siedzibę powiatu z Ostroga do Zdołbunowa i zmieniono nazwę powiatu na zdołbunowski. W praktyce nie było to zwykłe przemianowanie raczej przekształcenie, aczkolwiek metamorfozie wtórowały znaczne zmiany terytorialne, m.in. dołączenie do jednostki samej stolicy, Zdołbunowa.

## Podział administracyjny

### Gminy
- gmina Chorów
- gmina Majków[2]
- gmina Nowomalin (siedziba: Międzyrzecz)
- gmina Ostróg (miejska)
- gmina Sijańce

### Miasta
- Ostróg